# خانتاو (روستا)
خانتاو (انگلیسی: Khantau) یک شهرک در کشور قزاقستان است.